# Yamaranguila
Yamaranguila è un comune dell'Honduras meridionale, facente parte del dipartimento di Intibucá.
Il comune è stato istituito nel 1878.